# Фултон, Джина
Джина Фултон (в замужестве — Картер; англ. Gina Fulton (Carter); род. 13 февраля 1971, Дарем) — британская фигуристка, выступавшая в одиночном катании. Участница зимних Олимпийских игр 1988 года.

## Биография
Джина Фултон родилась 13 февраля 1971 года в британском городе Дарем.
Выступала в соревнованиях по фигурному катанию за Сандерленд. Трижды выигрывала медали чемпионата Великобритании в одиночном катании: серебряные в 1987 и 1988 годах, бронзовую в 1990 году.
Дважды участвовала в юниорских чемпионатах мира. В 1986 году в Сараево заняла 7-е место, в 1987 году в Китченере — 16-е.
В 1987 году заняла 12-е место на чемпионате Европы в Сараево.
В 1988 году стала 24-й на чемпионате мира в Будапеште.
В том же году вошла в состав сборной Великобритании на зимних Олимпийских играх в Калгари. В одиночном катании заняла последнее, 23-е место, набрав 47,0 балла и уступив 42,8 балла завоевавшей золото Катарине Витт из ГДР.